# Премія НАН України імені М. С. Грушевського
Премія НАН України імені М. С. Грушевського — премія, встановлена НАН України з метою відзначення вчених, які опублікували найкращі наукові праці, здійснили винаходи і відкриття, що мають важливе значення для розвитку науки і економіки України за видатні наукові роботи в галузі історичної україністики та соціології.
Премію засновано у 1990 р. постановою Президії НАН України 21.11.1990 № 300 та названо на честь видатного українського науковця Грушевського Михайла Сергійовича.
Починаючи з 2007 року, Премію імені М. С. Грушевського присуджує Відділення історії, філософії та права НАН України щодвароки.

## Лауреати премії
Премії НАН України імені М. С. Грушевського присуджено:

| Рік  | Тема | Лауреати                             | Коротко про лауреата |
| ---- | --- | ------------------------------------ | --- |
| 2020 | Цикл праць «Михайло Грушевський — вчений і політик: історичний портрет на тлі доби» | Гирич Ігор Борисович                 | доктор історичних наук, завідувач відділу Інституту української археографії та джерелознавства ім. М. С. Грушевського НАН України                                                            |
| 2020 | Цикл праць «Михайло Грушевський — вчений і політик: історичний портрет на тлі доби» | Пиріг Руслан Якович                  | доктор історичних наук, головний науковий співробітник відділу історії Української революції (1917—1921) Інституту історії України                                                           |
| 2020 | Цикл праць «Михайло Грушевський — вчений і політик: історичний портрет на тлі доби» | Тельвак Віталій Васильович           | доктор історичних наук, професор Дрогобицького державного педагогічного університету імені Івана Франка                                                                                      |
| 2017 | Цикл праць «Етнополітична ситуація в українському Донбасі: генезис, особливості, напрями врегулювання» | Калакура Олег Ярославович            | доктор політичних наук, провідний науковий співробітник Інституту політичних і етнонаціональних досліджень ім. І. Ф. Кураса НАН України                                                      |
| 2017 | Цикл праць «Етнополітична ситуація в українському Донбасі: генезис, особливості, напрями врегулювання» | Котигоренко Віктор Олексійович       | доктор політичних наук, головний науковий співробітник Інституту політичних і етнонаціональних досліджень ім. І. Ф. Кураса НАН України                                                       |
| 2017 | Цикл праць «Етнополітична ситуація в українському Донбасі: генезис, особливості, напрями врегулювання» | Кочан Наталія Іванівна               | кандидат філософських наук, провідний науковий співробітник Інституту політичних і етнонаціональних досліджень ім. І. Ф. Кураса НАН України                                                  |
| 2015 | Цикл праць «Україна в контексті європейської історії і культури середньовічної та ранньомодерної доби» | Капраль Мирон Миколайович            | доктор історичних наук, керівник Львівського відділення Інституту української археографії та джерелознавства ім. М. С. Грушевського НАН України                                              |
| 2015 | Цикл праць «Україна в контексті європейської історії і культури середньовічної та ранньомодерної доби» | Федорук Ярослав Олександрович        | доктор історичних наук, старший науковий співробітник Інституту української археографії та джерелознавства ім. М. С. Грушевського НАН України                                                |
| 2015 | Цикл праць «Україна в контексті європейської історії і культури середньовічної та ранньомодерної доби» | Чухліб Тарас Васильович              | доктор історичних наук, провідний науковий співробітник Інституту історії України НАН України                                                                                                |
| 2012 | Цикл робіт: «Історичне краєзнавство: Чернігово-Сіверщина у перше пожовтневе двадцятиріччя», «Джерела з історії Українського наукового товариства в Києві», «Наука у суспільно-політичному дискурсі розвитку УРСР (20–30-ті рр. XX ст.)», «Історія української науки» | Онопрієнко Валентин Іванович         | доктор філософських наук, завідувач відділу Державної установи «Інститут досліджень науково-технічного потенціалу та історії науки ім. Г. М. Доброва»                                        |
| 2012 | Цикл робіт: «Історичне краєзнавство: Чернігово-Сіверщина у перше пожовтневе двадцятиріччя», «Джерела з історії Українського наукового товариства в Києві», «Наука у суспільно-політичному дискурсі розвитку УРСР (20–30-ті рр. XX ст.)», «Історія української науки» | Ткаченко Валентин Васильович         | Заступник директора Інституту сорбції та проблем ендоекології НАН України |
| 2009 | Цикл праць «Проблеми української історії в контексті досліджень європейської цивілізації» | Балух Василь Олексійович             | доктор історичних наук, професор, Член-кореспондент НАПН України, декан філософсько-теологічного факультету Чернівецького національного університету імені Юрія Федьковича                   |
| 2009 | Цикл праць «Проблеми української історії в контексті досліджень європейської цивілізації» | Вергунов Віктор Анатолійович         | доктор сільськогосподарських наук, професор, академік Національної академії аграрних наук України, директор Національної наукової сільськогосподарської бібліотеки НААНУ                     |
| 2009 | Цикл праць «Проблеми української історії в контексті досліджень європейської цивілізації» | Моця Олександр Петрович              | доктор історичних наук, професор, член-кореспондент НАН України (археологія), Інститут археології НАН України                                                                                |
| 2007 | Цикл наукових праць з історії та історіографії історії України | Коцур Віктор Петрович                | доктор історичних наук, професор, академік Національної академії педагогічних наук України, ректор ДВНЗ «Переяслав-Хмельницький державний педагогічний університет імені Григорія Сковороди» |
| 2007 | Цикл наукових праць з історії та історіографії історії України | Павко Анатолій Іванович              | доктор історичних наук, професор |
| 2007 | Цикл наукових праць з історії та історіографії історії України | Рафальський Олег Олексійович         | доктор історичних наук, професор, член-кореспондент НАН України (етнополітологія), директор Інституту політичних і етнонаціональних досліджень імені І. Ф. Кураса НАН України                |
| 2005 | Цикл праць з проблем давньої і сучасної соціально-політичної історії України | Євтух Володимир Борисович            | доктор історичних наук, Член-кореспондент НАН України (політологія) |
| 2005 | Цикл праць з проблем давньої і сучасної соціально-політичної історії України | Журба Михайло Анатолійович           | доктор історичних наук, професор, завідувач кафедри Національного педагогічного університету ім. М. П. Драгоманова                                                                           |
| 2005 | Цикл праць з проблем давньої і сучасної соціально-політичної історії України | Трощинський Володимир Павлович       | доктор історичних наук, професор, завідувач кафедри соціальної і гуманітарної політики Національної академії державного управління при Президентові України                                  |
| 2003 | Цикл праць з історії і теорії етносоціології | Войтович Леонтій Вікторович          | доктор історичних наук, професор, Інститут українознавства імені І. Крип'якевича НАН України                                                                                                 |
| 2003 | Цикл праць з історії і теорії етносоціології | Рибачук Микола Филимонович           | доктор філософських наук, професор |
| 2003 | Цикл праць з історії і теорії етносоціології | Шульга Микола Олександрович          | доктор соціологічних наук, професор, Член-кореспондент НАН України (соціологія, соціоекономіка), заступник директора Інституту соціології НАН України                                        |
| 2001 | Цикл наукових праць з історичної україністики та соціології | Литвин Микола Романович              | доктор історичних наук, професор, Інститут українознавства імені І. Крип'якевича НАН України                                                                                                 |
| 2001 | Цикл наукових праць з історичної україністики та соціології | Ручка Анатолій Олександрович         | доктор філософських наук, професор |
| 2001 | Цикл наукових праць з історичної україністики та соціології | Танчер Віктор Володимирович          | доктор філософських наук, професор, завідувач відділу Інституту соціології НАН України |
| 1999 | Цикл наукових праць «Історичний досвід боротьби за українську державність» | Гуржій Олександр Іванович            | доктор історичних наук, професор, Інститут історії України НАН України |
| 1999 | Цикл наукових праць «Історичний досвід боротьби за українську державність» | Даниленко Віктор Михайлович          | доктор історичних наук, професор, Член-кореспондент НАН України (історія України), Інститут історії України НАН України                                                                      |
| 1999 | Цикл наукових праць «Історичний досвід боротьби за українську державність» | Добржанський Олександр Володимирович | доктор історичних наук, професор, Чернівецький університет |
| 1998 | Високопрофесійна підготовка до друку та високе наукове опрацювання унікальної пам'ятки історико-культурної спадщини XIX ст. «О. Ф. Кістяківський. Щоденник (1874—1885)» у двох томах                                                                                 | Бутич Іван Лукич                     | кандидат історичних наук, професор, Інститут української археографії та джерелознавства ім. М. С. Грушевського НАН України                                                                   |
| 1998 | Високопрофесійна підготовка до друку та високе наукове опрацювання унікальної пам'ятки історико-культурної спадщини XIX ст. «О. Ф. Кістяківський. Щоденник (1874—1885)» у двох томах                                                                                 | Глизь Іван Іванович                  | кандидат історичних наук, доцент Київського національного педагогічного університету ім. М. Драгоманова                                                                                      |
| 1998 | Високопрофесійна підготовка до друку та високе наукове опрацювання унікальної пам'ятки історико-культурної спадщини XIX ст. «О. Ф. Кістяківський. Щоденник (1874—1885)» у двох томах                                                                                 | Шандра Валентина Степанівна          | доктор історичних наук, професор, Інститут української археографії та джерелознавства ім. М. С. Грушевського НАН України                                                                     |
| 1997 | Цикл праць з проблем методології і методики історичної україністики | Брайчевський Михайло Юліанович       | кандидат історичних наук, Інститут історії України НАН України |
| 1997 | Цикл праць з проблем методології і методики історичної україністики | Рубльов Олександр Сергійович         | доктор історичних наук, професор, учений секретар Інституту історії України НАН України |
| 1997 | Цикл праць з проблем методології і методики історичної україністики | Черченко Юрій Анатолійович           | кандидат історичних наук, Інститут української археографії та джерелознавства ім. М. С. Грушевського НАН України                                                                             |
| 1996 | Монографія «Українська шляхта з кінця XIV до середини XVII століття (Волинь і Центральна Україна)» | Яковенко Наталя Миколаївна           | доктор історичних наук, професор, Інститут української археографії та джерелознавства ім. М. С. Грушевського НАН України                                                                     |
| 1995 | Цикл праць «З історії махновщини — селянського революційно-повстанського руху в Україні в 1918—1921 рр.» | Верстюк Владислав Федорович          | доктор історичних наук, професор, Інститут історії України НАН України |
| 1995 | Цикл праць «З історії махновщини — селянського революційно-повстанського руху в Україні в 1918—1921 рр.» | Волковинський Валерій Миколайович    | доктор історичних наук, Інститут історії України НАН України |
| 1994 | Цикл робіт «М. С. Грушевський і українське національне відродження» | Кіржаєв Сергій Миколайович           | кандидат історичних наук, Інститут української археографії та джерелознавства ім. М. С. Грушевського НАН України                                                                             |
| 1994 | Цикл робіт «М. С. Грушевський і українське національне відродження» | Сохань Павло Степанович              | Член-кореспондент НАН України (всесвітня історія), Інститут української археографії та джерелознавства ім. М. С. Грушевського НАН України                                                    |
| 1994 | Цикл робіт «М. С. Грушевський і українське національне відродження» | Ульяновський Василь Іринархович      | доктор історичних наук, професор, Інститут української археографії та джерелознавства ім. М. С. Грушевського НАН України                                                                     |
| 1993 | Серія праць з проблеми розвитку соціальної боротьби в ході Визвольної війни (1648—1654) та її впливу на процес творення національної держави, внутрішню і зовнішню політику уряду Б. Хмельницького                                                                   | Степанков Валерій Степанович         | доктор історичних наук, професор, Кам'янець-Подільський національний університет імені Івана Огієнка                                                                                         |
| 1992 | Цикл праць «Науково-політична спадщина М. Грушевського в умовах утвердження суверенітету України» | Копиленко Олександр Любимович        | доктор юридичних наук, професор, академік НАН України (право), академік Національної академії правових наук України, директор Інституту законодавства Верховної Ради України                 |
| 1991 | Цикл робіт з історії Київської Русі та археології" | Толочко Петро Петрович               | доктор історичних наук, професор, академік НАН України (археологія), почесний директор Інституту археології НАН України                                                                      |